# بيت الشامي في المرخام (السدة)

تعديل مصدري - تعديل

بيت الشامي هي إحدى قرى عزلة المرخام بمديرية السدة التابعة لمحافظة إب، بلغ تعداد سكانها 973 نسمة حسب تعداد اليمن لعام 2004.